# Риццо, Филипп
Филипп Себастьян Риццо (англ. Philippe Sebastien Rizzo, родился 9 февраля 1981 года в Сиднее) — австралийский гимнаст, первый чемпион мира по спортивной гимнастике от Австралии (2006 год), трёхкратный чемпион Игр Содружества-2002.

## Биография
Риццо родился в семье гимнастов, которая руководила Австралийской академией спорта. Он с 1995 года учился в Австралийском институте спорта в Канберре. Его тренером был выходец из БССР Владимир Ваткин, проработавший более 15 лет в Австралии. В 2000 году он впервые представлял Австралию на Олимпийских играх в личном первенстве, заняв итоговое 29-е место. В 2001 году Риццо стал победителем Универсиады в Пекине на перекладине, а также завоевал серебряную медаль на чемпионате мира в Генте на перекладине, став первым австралийским призёром чемпионатов мира.
В 2002 году Риццо выиграл шесть наград на Играх Содружества в Манчестере, из них три — золотые. В 2006 году в Орхусе он на чемпионате мира сенсационно победил на перекладине и стал первым австралийским чемпионом мира по спортивной гимнастике. В том же году на Играх Содружества он взял три медали. В 2007 году Риццо получил травму ахиллова сухожилия, что поставило крест на его перспективах поехать в Пекин, несмотря на обратные заверения австралийца. За свою карьеру Риццо несколько раз травмировался и перенёс операции на локтях, бёдрах и разных связках.
В число увлечений Риццо входят игра на гитаре и сёрфинг. С 2012 года Риццо работает тренером в Австралийском институте спорта. Он планирует стать не только тренером, но и судьёй международного уровня.